# ルオゴサント
ルオゴサント（イタリア語: Luogosanto）は、イタリア共和国サルデーニャ自治州サッサリ県にある、人口約1,800人の基礎自治体（コムーネ）。

## 地理

### 位置・広がり

#### 隣接コムーネ
隣接するコムーネは以下の通り。
- アリエントゥ
- アルツァケーナ
- ルーラス
- テンピオ・パウザーニア